# Edvard Johanson

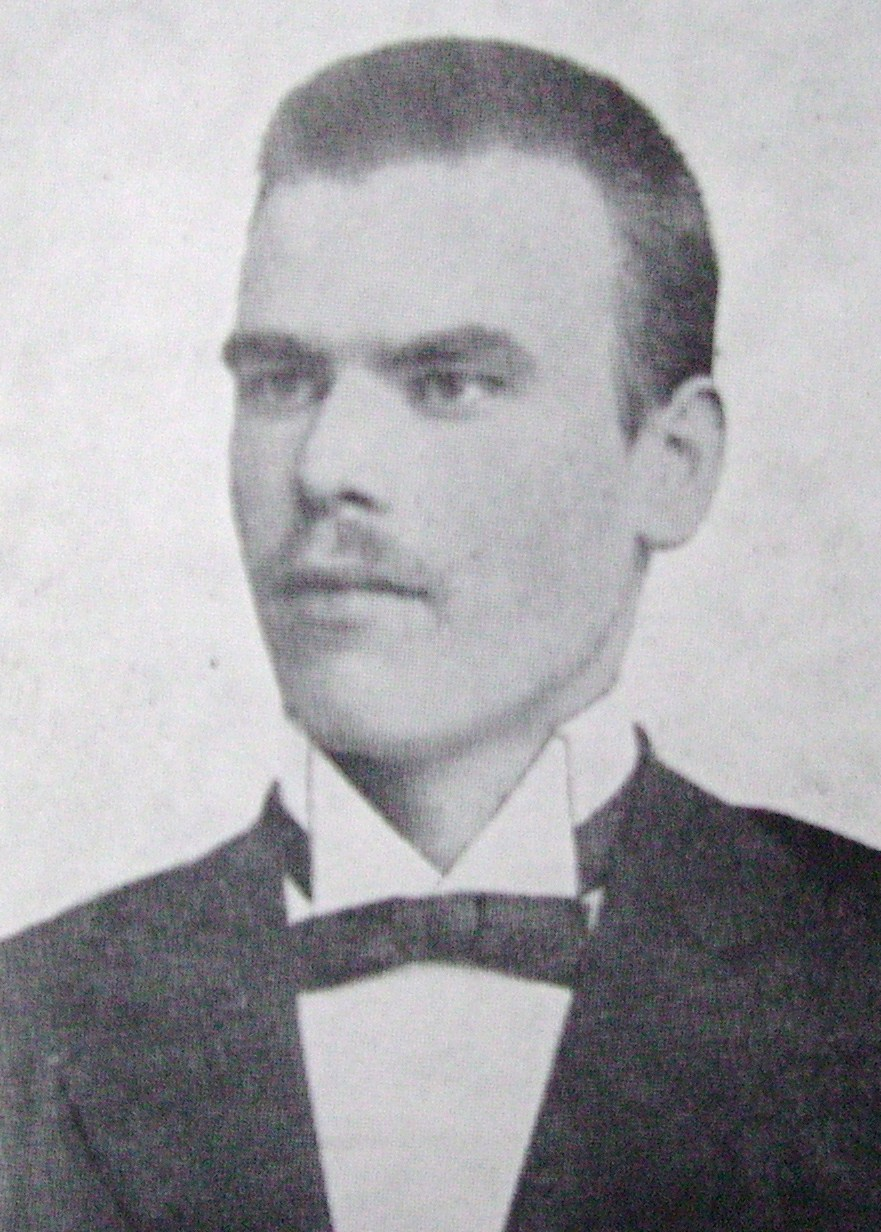
Edvard Johanson.

Karl Edvard Johanson, född 1 mars 1882 i Förlösa församling, Kalmar län, död 25 januari 1936 i Gustav Vasa församling, Stockholm  var en svensk fackföreningsman och socialdemokratisk politiker, LO:s ordförande 1930–1936.

## Biografi
Edvard Johanson kom från mycket fattiga förhållanden. Han blev tidigt faderlös och fick börja arbeta för uppehället redan i femårsåldern genom att klistra etiketter på tändsticksaskar åt fabrikerna i Kalmar. Han vistades också flera år på barnhem och genom dess försorg sattes han i skomakarlära. Han kom ensam till Stockholm som femtonårig skomakargesäll. Han gick med i skomakarnas fackförening och blev 1905 dess ordförande och ledamot av förbundsstyrelsen samma år. 1913 blev han förbundssekreterare i februari och två månader senare förbundets förtroendeman och slutligen ordförande i Svenska sko- och läderindustriarbetareförbundet.
Han efterträdde Arvid Thorberg som sekreterare i LO 1920 och efterträdde senare även densamme som LO:s ordförande 1930. Under åren 1930–1935 var Johanson medlem av Internationella arbetsorganisationens styrelse i Genève och representerade därmed den svenska arbetarrörelsen under alla internationella arbetskonferenser under denna tid.
I samband med riksdagsdebatterna 1927 motsatte han sig överdrifterna, men accepterade rasföreställningarna. "Jag tror, att det finns all anledning för vår utmärkta ras, som utan tvivel - det vill jag inte förneka - i jämförelse med många andra kan betecknas så, att icke i tid och otid skrika ut sin överlägsenhet.".
Johanson var ledamot av Stockholms stadsfullmäktige 1919–1921, av andra kammaren i Riksdagen från 1919, av utrikesnämnden och Andra lagutskottet samt ledamot av styrelsen för Vin & Spritcentralen. Han avled efter en tids sjukdom 1936.
Han har även blivit ihågkommen av eftervärlden för "Affären Edvard Johanson". Inledningen av affären skedde vid bouppteckningen efter hans död. Då uppdagades det att han ägde stora aktieposter i Grängesbergsbolaget och Stockholms Enskilda Bank. Detta i samband med att han som LO-ordförande var initiativtagare till uteslutningen av gruvavdelningarna i Malmberget och Kiruna 1931 samt att han satt i den medlingskommission som 1933 beslöt om drastiska lönesänkningar för arbetarna i Grängesbergsbolagets gruvor, vilket orsakade skandal i den samtida arbetarrörelsen.